# Stenaldercenter Ertebølle
Stenaldercenter Ertebølle er et museum og oplevelsescenter, som beskæftiger sig med Ertebøllekulturen.
Centeret ligger ved Limfjorden og har som idegrundlag at skildre naturen og menneskers livsbetingelser omkring Ertebølle for 6.000-7.000 år siden. Udstillingen rummer en række arkæologiske fund, f.eks. redskaber udført i flint eller i ben.
Et udsnit af en rekonstrueret køkkenmødding fortæller om datidens føde. Her afsløres det, at man fra havet hentede fisk og østers, og at man i de store skove kunne jage vildsvin, kronhjort, rådyr, elg og urokse.
En rekonstrueret boplads giver eksempler på, hvordan datidens hytter kan have set ud. Man kan her opleve, hvordan flint forarbejdes til økser og andre redskaber.
I 2013 blev centeret overdraget til Vesthimmerlands Museum. Den 15. juni 2019 åbnede Stenaldercenter Ertebølle et nyt udendørs oplevelseslandskab med hytter, værksteder og mulighed for at sejle i stammebåd.